# Cremlingen
Cremlingen est une municipalité allemande du land de Basse-Saxe et de l'arrondissement de Wolfenbüttel.

## Quartiers
- Gardessen

## Personnalités liées à la ville
- Manfred Trojahn (1949-), compositeur né à Cremlingen.